# Lobatera
Lobatera is een gemeente in de Venezolaanse staat Táchira. De gemeente telt 11.200 inwoners. De hoofdplaats is Lobatera.